# اریک دکروا
اریک دکروا (انگلیسی: Éric Decroix؛ زادهٔ ۷ مارس ۱۹۶۹) بازیکن فوتبال اهل فرانسه است.
از باشگاه‌هایی که در آن بازی کرده‌است می‌توان به باشگاه فوتبال المپیک مارسی، باشگاه فوتبال نانت، باشگاه فوتبال لیل، و باشگاه ورزشی مون‌پلیه اشاره کرد.